# Barrskogsklimat

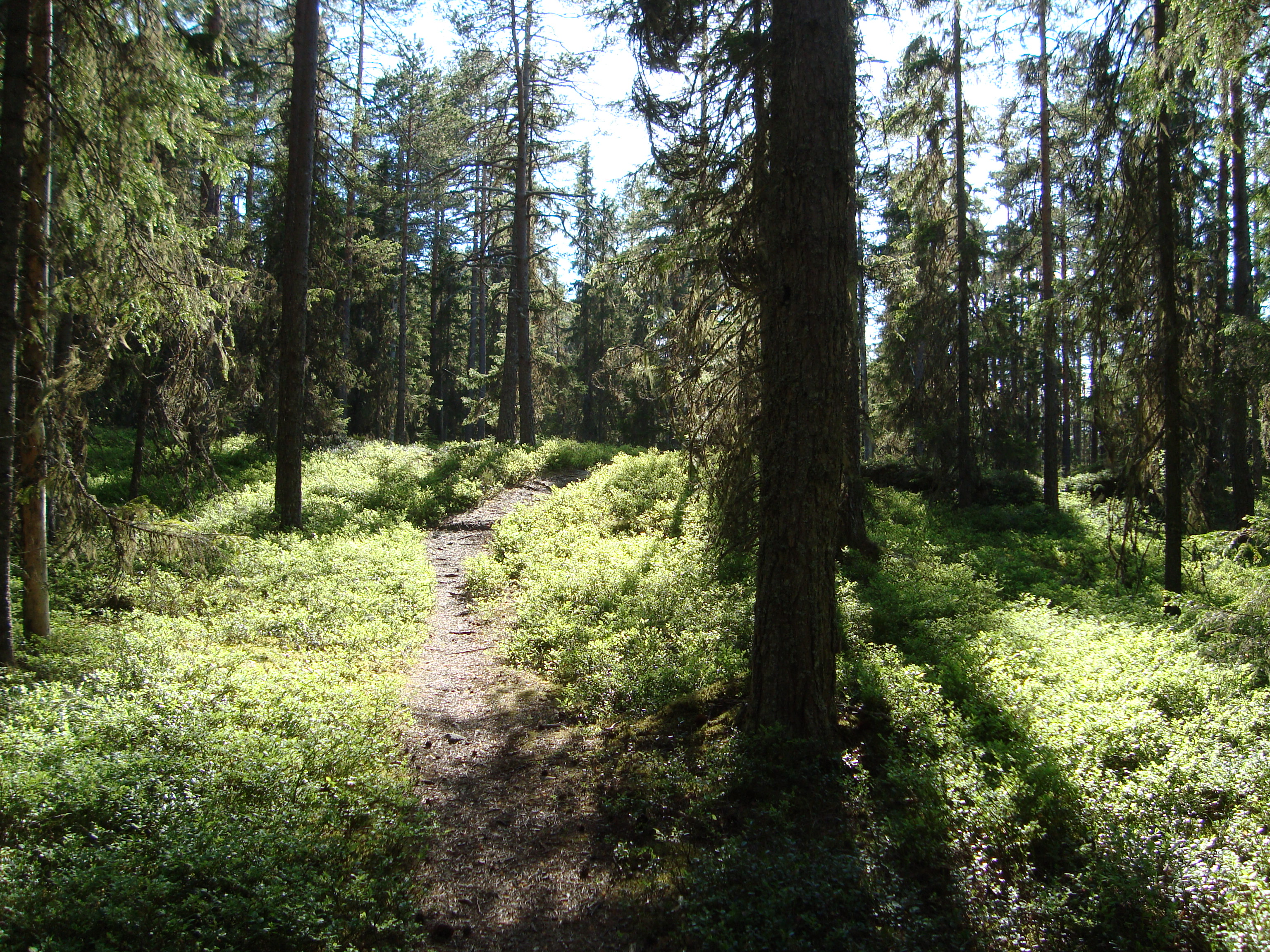
Bilden visar en barrskog.

Barrskogsklimat[källa behövs] är en klimatzon inom den tempererade zonen. Klimatzonen återfinns naturligt på norra halvklotet i borealt klimat. Det som kännetecknar zonen, förutom barrträd, är ett något kallt klimat med en medeltemperatur mellan –3 och +10 grader beroende på årstid. Även viktigt för barrskogsklimatet är nederbörd året runt.